# 巴雷特·華勒斯
巴雷特·華勒斯（又译作），电子游戏《最终幻想VII》及相关作品中的虚构角色。由野村哲也设计，此后他也出现在CG电影《最终幻想VII 降临之子》以及《最终幻想VII》系列的其他游戏和媒体中。从《降临之子》开始，小林正宽为日语配音，至《重生》改由負責；Beau Billingslea为英语配音，重制版由John Eric Bentley进行英语配音。
反神羅組織「雪崩」頭領。為了被毀滅的故鄉和家人決心向神羅公司復仇組建了「雪崩」。所以起初對為神羅公司工作過的克勞德懷有戒心。脾氣暴躁、急性子。對於沒有血緣關係的女兒瑪琳非常關愛，瑪琳也是摯友戴因（Dyne）的遺孤。使用由右手臂改造成的機關槍作戰，他的右手手臂在過去曾經為了救戴因而被機槍打廢。而養女瑪琳是他生活的原動力。在科雷爾監獄中遇上了已和昔日不同的戴因，並獨自展開戰鬥，勝利後沒想到對方留下了遺物就自殺了。後來在星殞峽谷中表明自己也要挺身而出為星球戰鬥。大戰結束後，巴雷特把瑪琳寄放在蒂法處，現正努力採掘可以代替魔晄的新能源。
《最终幻想》系列中的第一个黑人可玩角色，巴雷特的登场，有时也与T先生相比较。他与养女玛琳的亲密关系也使他被认为是该系列中第一个真正的父亲形象。他的性格也被认为是对复仇故事的解构，因为前煤矿工人在最终实现复仇之前通过生态恐怖主义寻求复仇并不是正确的动机。这个角色赢得了很多赞誉，但也受到一些人的批评和种族主义指责。

## 概念与设计
巴雷特由野村哲也设计，一开始便出现在《最终幻想VII》早期开发计划中。最初，游戏只有三个可玩角色，其中巴雷特是这三个角色之一，另外两个是主角克劳德和女主角爱丽丝。在给游戏总监北濑佳范打电话时，有人建议游戏中的某个主角应该死掉，在经过多方讨论是巴雷特还是爱丽丝之后，制作人选择了爱丽丝，因为他们觉得巴雷特的死“太明显了”。
巴雷特的名字是基于日语对英语单词“Bullet” 的音译，并且在开发时就考虑了“Gunner”等词。他身197厘米，是该系列中的第一个黑人可玩角色，发型高而紧，胡须浓密，左耳上有耳环。他的服装包括外套，破袖，深绿色的裤子，靴子，左手无指的手套以及环绕他的腹部和左手腕的金属带。他的左上臂有弩箭纹身，后来通过用假肢加特林机枪（称为“Gimmick Arm”）代替了他的右手而改变了这种状态，他将其称为“伙伴”。最初计划在他脖子上戴纪念章，据说是已故妻子的礼物，但后来改为一套狗牌。
在制作《最终幻想VII 降临之子》的时候，野村哲也表示，在比较巴雷特的原始设计与T先生之后，他们决定朝电影的方向发展，并采纳了联合导演野末武志的建议，给他头发做成“玉米珑”发式，野村设计了他的脸。艺术家直良有佑也影响了设计，开发了最初由白色工作服组成的服装，后改为穿着羽绒背心。巴雷特的手臂纹身也进行了更改，尽管它保留了原始字体的“骷髅火”图案。他的设计的其他方面包括：去掉了身上的金属腰带，从右前臂的中部延伸到肘部的白色袖子用皮带绑住，左前臂上的黑色带子周围是粉红色的线和弓，以及一件网状衬衫，其腰部以下以撕裂的纤维结尾。狗牌变成了一颗子弹和徽章串在链子上，挂在脖子上，左手戴了三枚戒指。在唯一的指导方针“巨大、超顶的枪，以巨大、超顶的方式进行转换”影响下，他的Gimmick Arm被修改为野村开发的机器人假肢手。野末武志说，这些细节使操作变得困难，因此决定将手的变换场景尽可能地隐藏在枪中。他在《降临之子》中的设计也被计划用于《最终幻想VII 重制版》。但是，开发人员后来决定为团队中的每个角色都赋予新外观。
在为电影选择配音演员时，野村最初不确定是否让小林正宽扮演巴雷特或另一个角色罗兹。小林正宽将他对巴雷特的的配音描述为“粗犷，但也可靠而独特”，试图保持“乐观的性格和良好的外表”。他试图给他一个蓬勃、自信的声音，尽管有时开发组会指示他“提高等级”。
在重制版中，史克威尔希望向玩家展示出巴雷特成熟的形象，在与他人互动时将他与年轻的克劳德进行对比。在《最终幻想VII 重制版》中，约翰·埃里克·本特利（John Eric Bentley）为角色英语版配音。在游戏本地化期间，本特利不知道他配音的巴雷特具体是在哪部作品，但他确定这与游戏重制有关。本特利进行了研究，以正确表现巴雷特。日语版的翻译帮助了他，使他获得了必须记住的场景的上下文。对他来说，他作品中最大的挑战之一就是“表现”，并声称巴雷特不仅仅是一维角色。关于故事的任务炸毁伍号魔晄炉中，史克威尔的目的是展示巴雷特是“雪崩”的合适领导者，并展示其与克劳德的关系如何得到改善。

## 登场

### 最终幻想VII
巴雷特于1997年首次出现在《最终幻想VII》中，担任反神罗组织“雪崩”的负责人。他的组织位于米德加市，反对垄断公司“神罗”及其使用“魔晄”能作为能源，认为这正在杀死星球。为此，雪崩为拯救星球炸毁魔晄炉。游戏开始时，他们按照克劳德童年时代的朋友、雪崩成员蒂法·洛克哈特的要求招募了雇佣兵克劳德·史特莱夫，称呼他为“Spiky”，这是他的发型。雪崩的几名成员阵亡后，巴雷特跟随克劳德离开米德加去追寻游戏的反派人物萨菲罗斯。
一路上，他遇到了以与他相似的方式武装自己的前朋友戴因，他迫使巴雷特与他战斗。在巴雷特击败戴因之后，戴因自杀了。通过倒叙，玩家得知神罗想要在他的家乡科雷尔建造一个魔晄反应堆，这是巴雷特提倡的想法。但是，由于工厂发生事故，神罗将城镇夷为平地，杀死了巴雷特的妻子，并导致巴雷特和戴因与戴因的女儿玛琳逃离。戴因被逼入绝境，从悬崖上滑下，巴雷特握住了他的手，但神罗士兵开火，并分别摧毁了巴雷特和戴因的右手和左手，导致后者坠下悬崖，推定死亡。巴雷特收养了玛琳作为自己的女儿，并在手臂上植入了“适配器”以与假肢武器对接，以帮助他对抗神罗，并创立了雪崩。戴因之死使他承认对神罗的怨恨纯粹是为了报仇，他早些时候声称“拯救世界”只是说服自己为更大的利益而战。巴雷特最终将他的目标转向了真正想要拯救星球的行动，这也是为玛琳的缘故而做的，他帮助克劳德和他的队友击败了萨菲罗斯，以防止星球的毁灭。
巴雷特的背景故事与早期草稿具有微妙的差异，例如瑪琳打算作为巴雷特的亲生女儿，而他的妻子则由当时未定的神罗执行官在他面前处决。对科雷尔的攻击最初被记录为是由于发现了魔晄能量，而神罗希望保守保密。他与戴因的团聚也有所不同，写成最终在科雷尔废墟中的两次决斗中达到顶峰，而克劳德和其他人为调查神罗士兵而战。

### 最终幻想VII补完计划
巴雷特在2004年《最终幻想VII 危机之前》中登场，本故事是《最终幻想VII》的前传，其中讲述了科雷尔毁灭之前的事件，巴雷特帮助了游戏的主角塔克斯保护魔晄炉，并认为这是城市的未来。据透露，该魔晄炉受到原始雪崩组织的攻击，这也是神罗袭击该城的原因。巴雷特不知道他们的参与，而是用自己的想法来组建自己的小隊。
巴雷特也在2005年CG电影《最终幻想VII 降临之子》中登场，该电影详细介绍了原作萨菲罗斯失败两年后的事件。巴雷特委托蒂法照顾玛琳，自己环游世界以重建星球，并找到替代魔晄的能源。后来他返回，协助与电影中的反派、萨菲罗斯的残余分子战斗，并与召唤生物巴哈姆特战斗。后来，他又在一年之后的游戏《最终幻想VII 地狱犬的挽歌》中扮演小角色，在那里他帮助主角文森特阻止奧米加兵器摧毁星球。
官方小说《通向微笑之路》中有《巴雷特篇》，由野岛一成撰写，于2007年和《降临之子》的“限量版珍藏套装” DVD版发行。其中详细介绍了《最终幻想VII》和《降临之子》之间的事件，表现了巴雷特对他的武器的反应以及他认为这使他成为怪物的想法。故事结束时，巴雷特拜访了手腕上的适配器的制作者，并收到了电影中所见的假手/枪组合，理由是尽管他需要一只手，但他仍然需要一种武器来防止与其他人不得不进行的斗争。然后，他决定回去见玛琳。

## 评价
帕特·霍勒曼（Pat Holleman）在他的《逆向设计：最终幻想VII》（2018）中，认为巴雷特的故事是游戏中心“悲惨生存主题”和“解构复仇故事”的最清晰例证，因为它“结构了以有见地的方式报仇的想法。”神罗毁坏了他的煤矿故乡，巴雷特通过激进的环保主义寻求报复，而最终意识到报仇并不是正确的动机，并为养女玛琳的未来保驾护航。 《影音俱乐部》的William Hughes指出，巴雷特和他的恐怖组织“雪崩”是电子游戏中为数不多的“英雄流行文化恐怖分子”的例子之一，使该游戏在9/11后的世界中具有政治意义。
巴雷特在媒体上与T先生的比较引起了赞扬和批评，多数批评指责其为美国黑人的负面种族刻板印象。IGN赞成这一点，指出他使用了“高跷俚语”，该角色在角色阵容中独树一帜，因为“他的对话就像是通过破烂的黑人英语翻译来编写的，”他进一步指出了日本游戏根据角色的肤色将此类对话应用于角色这一趋势。记者杰里米·帕里什（Jeremy Parish）同意该人物有种族主义成分，尽管他认为日本和美国之间的文化鸿沟以及《最终幻想VII》缺乏美国译者可能是造成这种情况的因素，并认为巴雷特和T先生之间的相似之处是可能男演员尝试制作一个吸引美国人的角色。
相比之下，在1UP.com上，帕里什支持巴雷特，并指出，虽然表面上他似乎是“最坏的刻板印象”，但他却是个很有才能的复杂人物，做出了“一生中艰难的决定，并对他失去的东西感到痛苦。”帕里什进一步指出巴雷特是“ 最终幻想系列史上第一个真正的父亲人物”，并强调他与养女的关系。RPGamer的内容经理Shawn Bruckner进一步讨论了这一问题，认为巴雷特是种族主义者的说法是对角色刻画的过分简化，并表示虽然他在某些方面是刻板印象，但在其他方面，例如他对女儿的关心或对他过去的行为的内疚，证明他不是批评者说的那样。他补充说，巴雷特“向我们展示了一个黑人在讲『黑人英语』时不必担心”，而且他的描写不是种族主义，而是相反。
尽管遭到了批评，但IGN仍将巴雷特列为2006年电子游戏最佳同伴角色列表中的第四名，并指出当他登场时他“席卷了电子游戏世界”，并指出他的刻画也很有吸引力，并补充说他的过去使他成为了明显忠诚的角色。Joystiq将他列为他们希望在史克威尔艾尼克斯的跨界格斗游戏《最终幻想 纷争》中看到的《最终幻想》系列中的20个角色之一，并指出他的战斗能力很适合该游戏。《Edge》称赞巴雷特的登场是该系列中的“新事物”，引用了他使用枪支和他“鲜明的黑人”的角色特征，并进一步将他形容为对类似武装角色（如洛克人或萨姆斯·艾仁）的“伪点头”——要么是机器人，要么是装甲。
巴雷特在《最终幻想VII 重制版》中的描写受到了Siliconera的称赞，这是因为他与克劳德和蒂法的不断互动以及当玛琳处于危险之中时他表现出的人性化程度更高。该网站认为史克威尔在未来的重制作品中为该角色设定了很好的潜力。

## 外部連結
- 最終幻想VII 重製版 巴雷特·華勒斯角色介紹 （页面存档备份，存于）